# Accord de Blair House
L'accord de Blair House est l'accord de novembre 1992 entre les États-Unis et l'Union européenne sur les engagements de réduction des subventions à l'exportation et des subventions intérieures dans le cadre des négociations commerciales multilatérales du cycle d'Uruguay. L'accord traite également de certaines questions bilatérales liées au commerce agricole avec notamment un accès au marché intérieur des États-Unis par la Communauté européenne avec comme compensation un gel de la surface maximale de production subventionnée d'oléagineux dans la CE à 5,128 millions d'hectares, avec une production maximale d'un million de tonnes d'équivalents tourteaux de soja destinées à la transformation en biocarburants,.
L'accord de 1993 limite à 7,8 millions d’hectares les aides des 27 pays de l'Union européenne aux oléagineux.